# Loitumameisje
Loitumameisje (Japans: ロイトゥマ・ガール, roituma gāru) is een flashfilmpje dat eind april 2006 over het internet verspreid werd en tot een hype uitgroeide. In het filmpje wordt een deel van het Finse volksliedje "Ievan polkka" in de uitvoering van de Finse groep Loituma van hun debuutalbum Things of Beauty afgespeeld. Het liedje staat ook wel bekend als "Leekspin" of "Het meisje met de prei"
Het filmpje bestaat uit vier frames waarin Orihime Inoue, een personage uit de anime Bleach, een negi rondzwaait. Deze in Japan gangbare groente lijkt sterk op de prei. Ondertussen worden 27 seconden van het liedje herhaaldelijk afgespeeld. Zoals veel van dit soort animaties wordt het filmpje, net als het muziekfragment telkens herhaald.

## Commercialisatie
In augustus 2006 startte de Duitse beltoonaanbieder Jamba! met de verkoop van media gebaseerd op het filmpje. Dit betrof beltonen en videobestanden voor op mobiele telefoons, waarbij het filmpje werd begeleid met een dansje van een virtueel schaap genaamd Holly Dolly. De muziek werd iets sneller afgespeeld dan het origineel en kreeg bovendien een extra drumgedeelte. Deze animatie werd verkocht als de "Dolly Song". Vervolgens kwam een Nederlandse beltoonaanbieder met de verkoop van een andere remake van het originele filmpje, ditmaal met het meisje in Western-stijl.
In 2007 wordt in een Eneco commercial voor groene stroom gebruikgemaakt van hetzelfde deuntje.
Verder zijn er verschillende remixen uitgebracht in het jumpstylegenre, dat op dat moment op zijn hoogtepunt was.